# Jenny Johansson

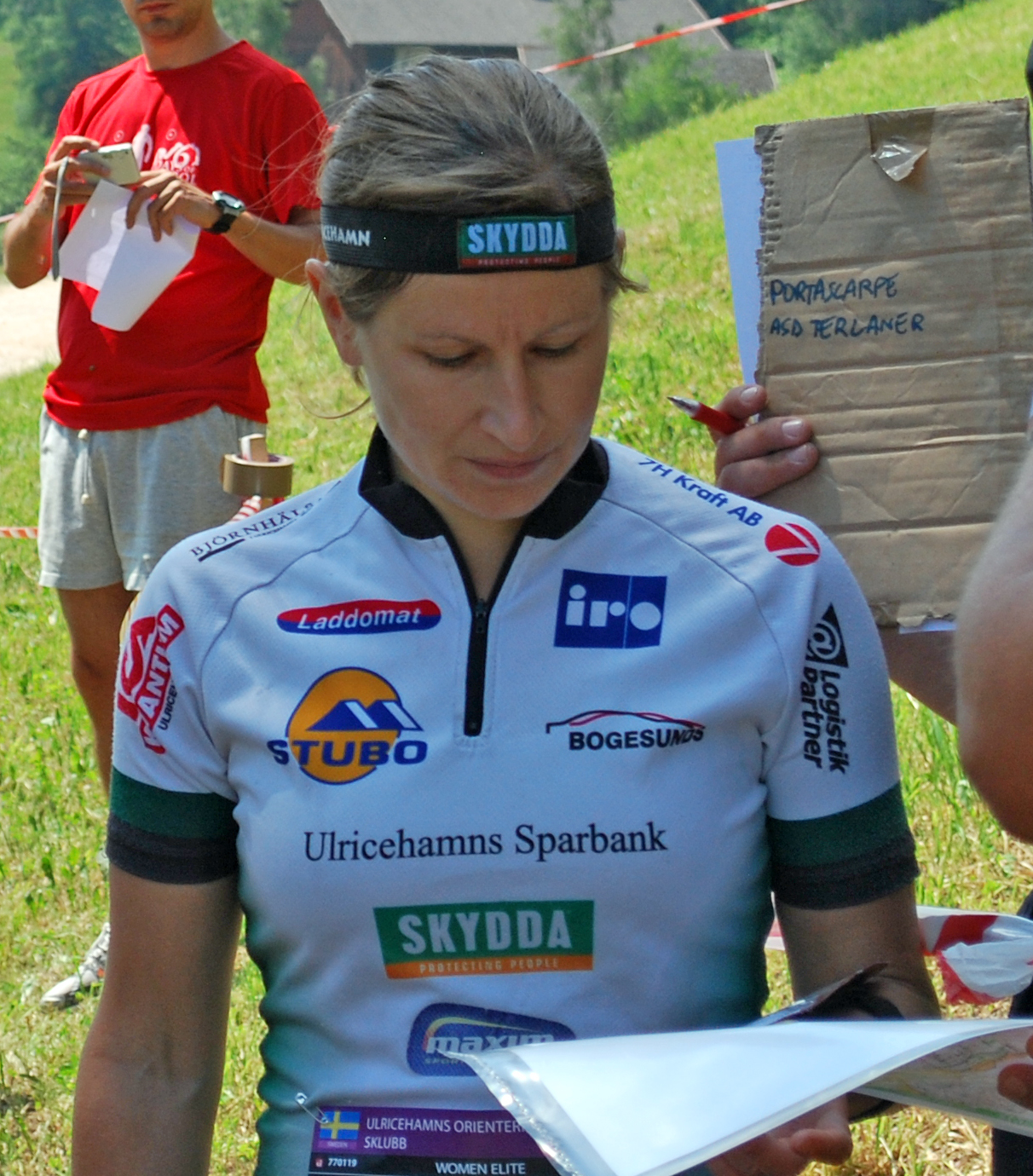
Jenny bij de 6 days of Tyrol 2010 tijdens de 3e etappe

Jenny Johansson (Timmele, 19 januari 1977) is een Zweedse oriëntatieloopster. Ze loopt voor de club Ulricehamns OK. In 2001 kreeg ze de sportprijs van de krant van Borås: BT-plaketten.

## Resultaten
Wereldkampioenschap oriëntatielopen
- Gouden medaille (1)
  - 2004 - estafette - Västerås, Zweden
- Zilveren medailles (5)
  - 2001 - korte afstand - Tampere, Finland
  - 2001 - estafette - Tampere, Finland
  - 2003 - estafette - Rapperswil (SG), Zwitserland
  - 2005 - middellange afstand- Aichi, Japan
  - 2006 - estafette - Aarhus, Denemarken
- Bronzen medailles (2)
  - 2003 - sprint - Rapperswil (SG), Zwitserland
  - 2005 - estafette - Aichi, Japan

Europees kampioenschap oriëntatielopen
- Gouden medailles (2)
  - 2000 - korte afstand - Truskavets, Oekraïne
  - 2004 - estafette - Roskilde, Denemarken
- Zilveren medaille (2)
  - 2000 - estafette - Truskavets, Oekraïne
  - 2004 - sprint - Roskilde, Denemarken

World Cup Oriëntatielopen
- 2 World cup zeges
- Tweede totaal World cup
  - 2004

World Games
- Bronzen medaille (1)
  - 2001 - estafette - Akita, Japan